# س. بي. جاي سنايدر
س. بي. جاي سنايدر (بالإنجليزية: C. B. J. Snyder)‏ هو مهندس معماري أمريكي، ولد في 4 نوفمبر 1860، وتوفي في 14 نوفمبر 1945.